# Shábolovskaya
Shábolovskaya (del ruso: Шаболовская) es una estación en la línea Kaluzhsko-Rízhskaya del Metro de Moscú. Aunque la estación en sí fue construida a la vez que el resto de la línea Kalúzhskaya en 1962, por problemas con el hueco de la escalera su apertura fue pospuestas hasta el 6 de noviembre de 1980. Durante estos 18 años que duró la intervención, la apariencia del andén fue modernizada, por lo que no se parece a las otras estaciones de la línea también construidas en los años 1960.
Shabolovskaya se compone de pilones recubiertos de mármol blanco unidos entre sí con una especie de arco doble que da acceso a los andenes. Las paredes exteriores de los andenes están recubiertas de un metal corrugado grisáceo que contrasta bruscamente con el blanco brillante del techo y pilares. El final del hall central la estación, en el extremo opuesto a las escaleras, está decorado con inspirado en el tema de las transmisiones de radio y televisión. La estación fue diseñada por I.G. Petukhova, V.P. Kachurinets, N.I. Demchinsky y Y.A. Kolésnikova.
El vestíbulo de entrada a la estación de Shábolovskaya está situado en la Úlitsa Shábolovka, al sur de la intersección con Úlitsa Akadémika Petróvskogo.

## Imágenes de la estación

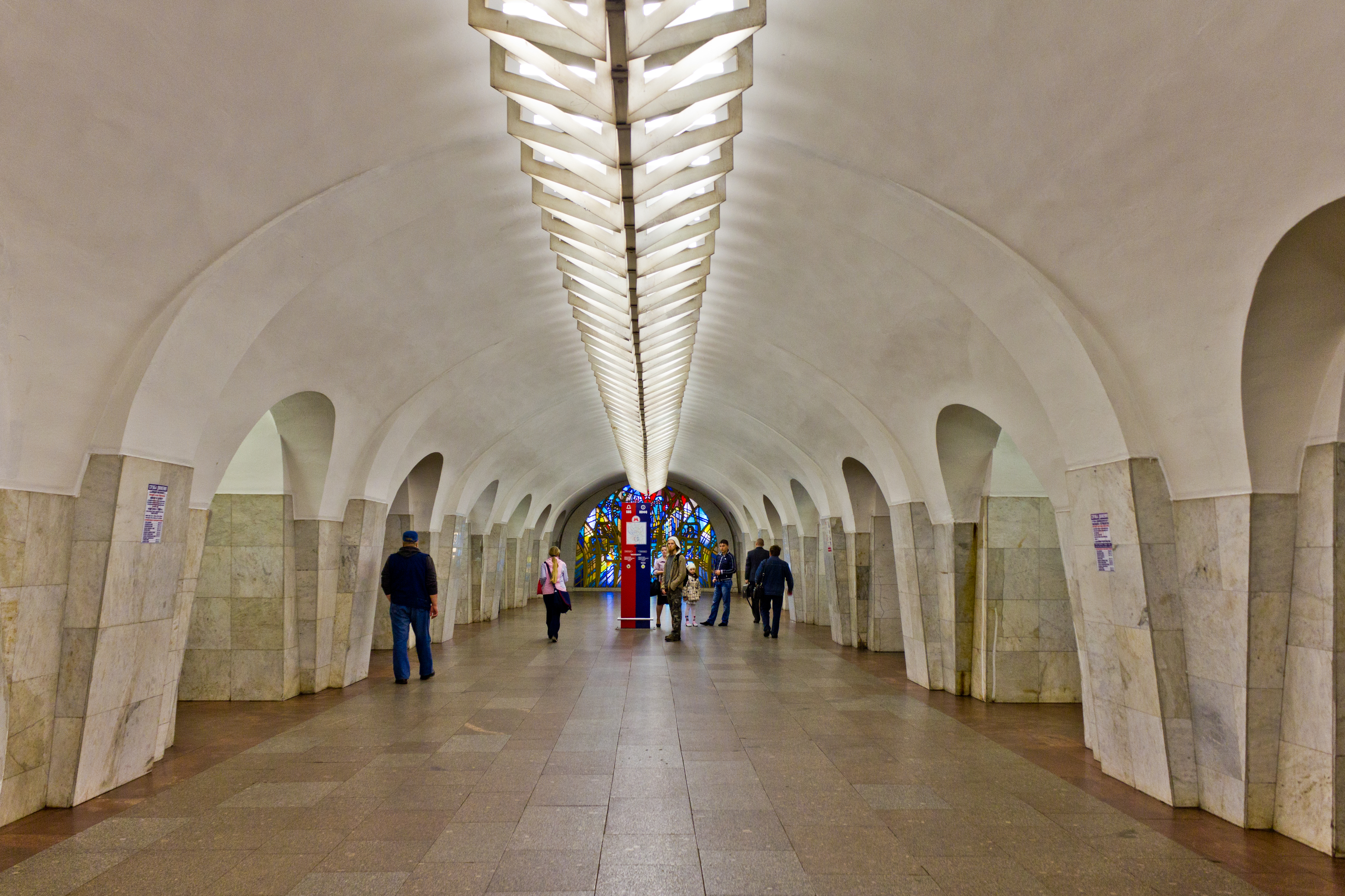
Estación de metro Shábolovskaya  - Hall central con vidriera al fondo.
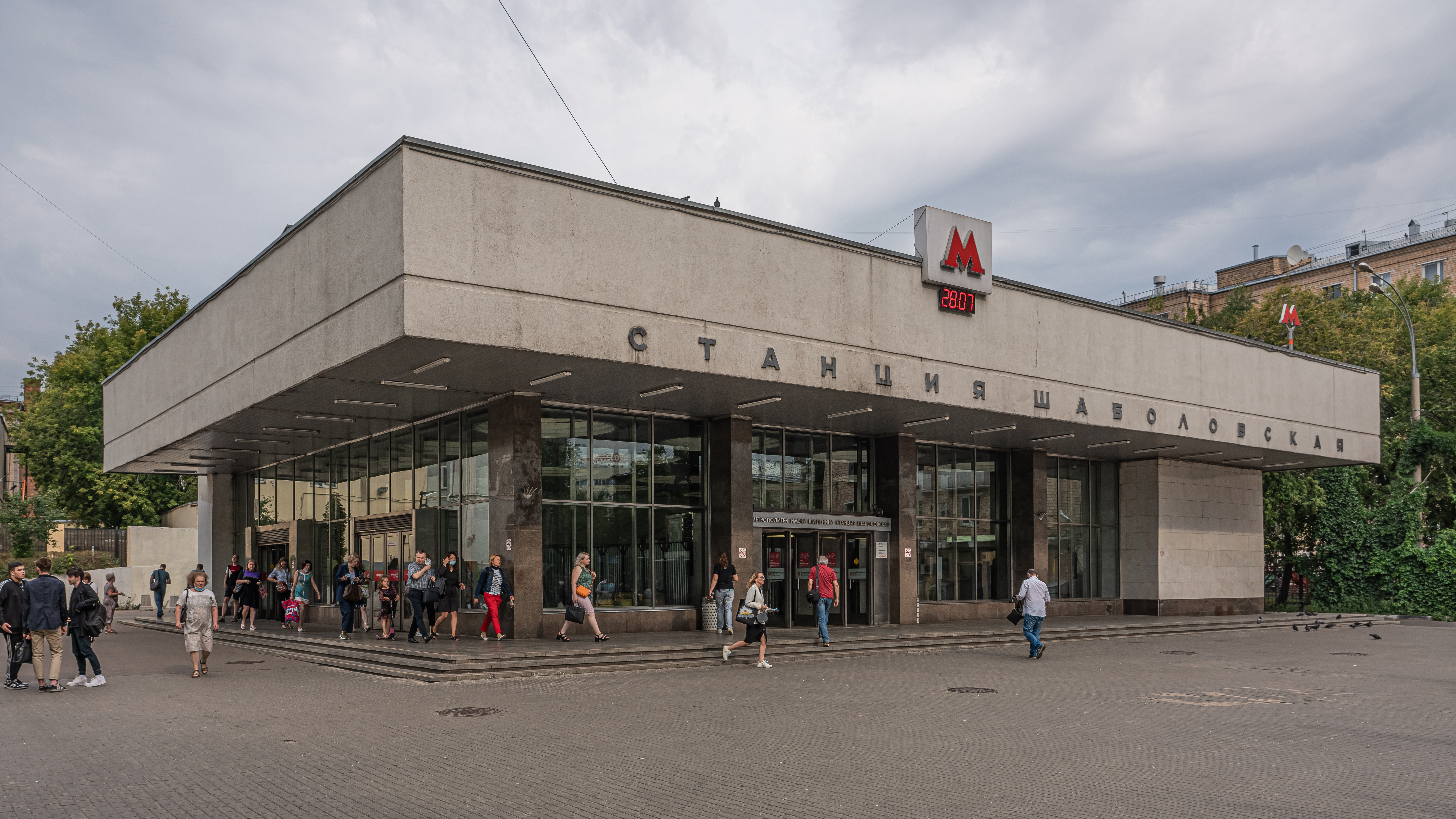
Estación de metro Shábolovskaya  - Vestíbulo (exterior)